# Friedrich Wilhelm Holzapfel
Friedrich Wilhelm Holzapfel (* 23. November 1883 in Hettersroth im Main-Kinzig-Kreis; † 30. April 1943 in Bad Hersfeld) war ein deutscher Widerstandskämpfer und Abgeordneter des Provinziallandtages der preußischen Provinz Hessen-Nassau.

## Leben
Friedrich Wilhelm Holzapfel war der Sohn des Lehrers Jakob Holzapfel und dessen Gemahlin Anna Maria Döll. Nach seinem Schulbesuch nahm er an einer Lehrerausbildung teil, erhielt eine Stelle an einer Schule in Bad Hersfeld und wurde Mitglied der Sozialdemokratischen Partei Deutschlands. 1926 zog er als deren Abgeordneter in den Kurhessischen Kommunallandtag des Regierungsbezirks Kassel ein, aus dessen Mitte er ein Mandat für den Provinziallandtag der Provinz Hessen-Nassau erhielt. Er blieb bis April 1933 in den Parlamenten und legte sein Mandat nieder. Sein Nachfolger wurde Valentin Münzel.
Infolge der Reichstagsbrandverordnung vom 28. Februar 1933 wurden in Deutschland zahlreiche SPD-Parteimitglieder verhaftet. So wurde Holzapfel am 24. Juni 1933 in Schutzhaft genommen und 1934 aus dem Schuldienst entlassen.